# جو بنجامين
جو بنجامين (بالإنجليزية: Joe Benjamin)‏ (8 أكتوبر 1990 في المملكة المتحدة - ) هو لاعب كرة قدم بريطاني في مركز الهجوم. لعب مع إبسفليت يونايتد وإيستبورن بوروه وبوريهام وود إف سي وتونبريدج أنغلز وسانت نيوتس تاون ونادي نورثامبتون تاون ووست هام يونايتد وBrackley Town F.C. ‏ ونادي تشيلمسفورد وهامبتون أند ريتشموند بورو وبري تاون وبيليريكاي تاون وHendon F.C. ‏ وهورنتشورتش وHarlow Town F.C. ‏ ودولويتش هاملت وغرايز أتلاتيك ‏ ولوستوفت تاون ‏ ونادي ويلدستون لكرة القدم.

## وصلات خارجية
- جو بنجامين على موقع قاعدة بيانات كرة القدم.إي يو (الإنجليزية)
- جو بنجامين على موقع Soccerbase.com (لاعب) (الإنجليزية)